# Francilene Procópio Garcia
Francilene Procópio Garcia é uma cientista da computação brasileira, que atua como professora e pesquisadora da Universidade Federal de Campina Grande. Em 2018, recebeu a Medalha da Ordem Nacional do Mérito Científico e Tecnológico.

## Educação e carreira
Francilene Procópio Garcia formou-se em Ciências da Computação em 1987, obteve seu diploma de mestrado em 1994 e de doutorado em 1999, todos pela Universidade Federal da Paraíba. Francilene passou em concurso público para professora da Universidade Federal de Campina Grande em 1989, e desde então tem atuado junto ao  Centro de Engenharia Elétrica e Informática (CEEI). Dentre suas especialidades estão os sistemas de apoio à decisão e governança da Internet; o que a fez atuar também no setor governamental e em instituições do terceiro setor.
Entre 2007 e 2016, Francilene foi Diretora Geral da Fundação Parque Tecnológico da Paraíba. Entre 2011 e 2018, foi Secretária Executiva do Governo do Estado da Paraíba na área de Ciência, Tecnologia e Inovação (CT&I). Entre os anos de 2015 e 2018, foi ainda Presidente do Conselho Nacional de Secretários para Assuntos de Ciência Tecnologia e Inovação (CONSECTI) e Conselheira da Comissão de Ciência e Tecnologia (CCT), da Financiadora de Estudos e Projetos (FINEP) e do Comitê Gestor da Internet no Brasil (CGI.br). Em 2012, assumiu a Presidência da Associação Nacional de Entidades Promotoras de Empreendimentos Inovadores (ANPROTEC) e foi eleita Conselheira do Conselho Deliberativo Nacional (CDN), do Serviço Brasileiro de Apoio às Micro e Pequenas Empresas (SEBRAE).
Além disso, Francilene integra o Conselho Administrativo do Instituto Serrapilheira; foi secretária da Sociedade Brasileira para o Progresso da Ciência (SBPC) entre 2021 e 2023, e eleita Vice-presidente na gestão seguinte (2023-2025).
Em julho de 2025, a pesquisadora foi eleitapresidente da SBPC para o para o biênio 2025–2027. Em seu discurso de posse, defendeu o papel da entidade na defesa da democracia e da cidadania e a abertura da ciência ao diálogo com as múltiplas vozes da sociedade brasileira.

## Atuação
- 2007 - 2016 - Diretora Geral da Fundação Parque Tecnológico da Paraíba[3]
- 2011 - 2018 - Secretária Executiva do Governo do Estado da Paraíba na área de CT&I[3]
- 2012 - 2015 - Presidente da ANPROTEC[3]
- 2012 - atual - Conselheira do CDN/SEBRAE[3]
- 2015 - 2018 - Presidente do CONSECTI[3]
- 2015 - 2018 - Conselheira da CCT[3]
- 2015 - 2018 - Conselheira da FINEP[3]
- 2015 - 2018 - Conselheira do CGI.br[3]
- 2021 - 2023 - Secretária da SBPC[3]
- 2023 - 2025 - Vice-presidente da SBPC[3]
- 2025 - 2027 - Presidente da SBPC[6]

## Prêmio
- 2018 - Medalha da Ordem Nacional do Mérito Científico e Tecnológico[7]